# Tituria laticoronata
Tituria laticoronata är en insektsart som beskrevs av Cai 1993. Tituria laticoronata ingår i släktet Tituria och familjen dvärgstritar. Inga underarter finns listade i Catalogue of Life.